# Château de Flaugergues
Situé sur le territoire de la commune française de Montpellier dans l'Hérault, le château de Flaugergues est une folie montpelliéraine de la fin du XVIIe siècle (1696). Classé au titre des monuments historiques, il appartient à la famille de Colbert. Il est le centre d’une exploitation viticole désormais située en milieu urbain et se visite toute l’année.

## Histoire
Étienne de Flaugergues (1655-1741), conseiller à la Cour des Comptes, Aides et Finances de la ville de Montpellier, achète en 1696 le domaine auquel il va donner son nom. Durant près d’un demi-siècle, il embellit la propriété. Le domaine va se transmettre ensuite par succession, sans jamais être vendu. En 1811, il devient la propriété de Jacques-Joseph de Boussairolles (1741-1814), déjà propriétaire du château voisin de La Mogère et passe ensuite dans la famille Barthélémy de Saizieu.
À partir du 11 novembre 1942 jusqu'au 23 août 1944, le château est réquisitionné par la Luftwaffe alors que le propriétaire le baron René de Saizieu (1898-1972), officier d'infanterie dans les Troupes coloniales, est prisonnier en Allemagne. A son décès, en 1973, son neveu, le comte Henri de Colbert en hérite.

## Extérieurs
- Si vous ne connaissez pas le sujet, laissez ce bandeau (vous pouvez alors contacter les auteurs).
- Si vous supprimez le contenu mis en cause (vous pouvez préalablement contacter les auteurs),

argumentez précisément cette suppression dans la page de discussion
(un manque de référence n'est pas un argument ; une recherche réelle de référence doit avoir été effectuée, être formellement documentée).
Le château est constitué d’un corps central et de deux corps latéraux surplombant un jardin en escalier bordé de vignes. La construction à deux étages sur rez-de-chaussée, en appareillage de pierre de taille, offre l’apparence monumentale d’une villa italienne du XVIIe siècle. De larges bandeaux soulignent les niveaux des étages. Le toit de tuiles creuses est couronné d’épis de faîtage en forme de boules sur piédouche et de tuiles vernissées fabriquées à Saint-Jean-de-Fos au XVIIIe siècle qui accentuent la noblesse méditerranéenne de l’édifice.
La façade principale ouvre sur les jardins et la ville de Montpellier. La façade arrière est quasiment aveugle, de fausses fenêtres assurant l’illusion. Elle donne sur une cour privée et au-delà, sur le vignoble.
Devant le château, la terrasse est encadrée par deux statues réalisées par le sculpteur Jean-Louis Guyon, La Paix et L’Abondance, datant de 1728.

## Intérieurs et mobilier
- Si vous ne connaissez pas le sujet, laissez ce bandeau (vous pouvez alors contacter les auteurs).
- Si vous supprimez le contenu mis en cause (vous pouvez préalablement contacter les auteurs),

argumentez précisément cette suppression dans la page de discussion
(un manque de référence n'est pas un argument ; une recherche réelle de référence doit avoir été effectuée, être formellement documentée).
L’élément majeur de l’architecture intérieure est son escalier à clefs pendantes, s’élevant sur trois étages sans le soutien d’aucun pilier. Il démontre une virtuosité technique certaine. À ses murs, une suite de tapisseries des Flandres (1670) représentent des scènes de la vie de Moïse.
Les salons sont meublés de beaux ensembles Louis XV et Louis XVI, de tableaux de famille et présentent une importante collection de porcelaines et de faïences anciennes comprenant un service de table aux armes de la famille de Saizieu, créé en 1872 par Émile Gallé. Le grand salon héberge un zograscope, remarquable boîte d'optique d'époque Louis XV,.
La bibliothèque abrite une série d’instruments scientifiques anciens.
La chambre de l'Aigle présente un décor mural sur le thème de la Campagne d'Égypte peint en 1990 par l'artiste Diane de Montbron ainsi que des objets évoquant l'empereur Napoléon[réf. souhaitée].
Le château de Flaugergues possède également une rare table à échantillons de marbres (177 carreaux différents) provenant de l'atelier de pierres dures des Gobelins.

## Archives
Flaugergues héberge un fonds d'archives familiales et domaniales relatives aux propriétaires successifs et aux familles alliées. L'inventaire et le classement a été réalisé en 2005 par Julien Duvaux, attaché de conservation du patrimoine missionné par les Archives départementales de l'Hérault : 
« Le fonds d'archives du château de Flaugergues constitue ainsi un ensemble majeur du Patrimoine historique et archivistique régional du Languedoc dont l'un des atouts est d'être toujours conservé dans la famille qui l'a produit et d'être désormais accessible à la recherche historique».
Parmi les documents se trouvent les papiers personnels du baron Richard de Saizieu, capitaine de vaisseau de l'Empire.

## Le Parc et les Jardins
Le château de Flaugergues possède plusieurs jardins.
Le jardin à la française s’étendant au pied de la cour d'honneur a été restitué au XXe siècle avec l'aide du paysagiste Emmanuel de Sauvebœuf et planté de dix mille pieds de buis par les propriétaires actuels et leurs enfants.
Une allée d’oliviers de deux cents mètres de long conduit à un belvédère d’où la vue jusqu'au XIXe siècle siècle portait jusqu’aux étangs et la mer.
Le jardin à l'anglaise est situé au sud-ouest et s'étend sur trois hectares. Il a été aménagé à partir de 1847 par les Boussairolles (construction de l'orangerie) puis par les Saizieu (plantation et acclimatation de diverses variétés de palmiers, parmi lesquels un exceptionnel cocotier du Chili, planté en 1874 à droite du château).
Près de l'allée des oliviers, en bordure du vignoble, un espace accueille depuis 2018 une ferme urbaine collaborative en permaculture, l'Oasis citadine.
En 1997, une équipe de l'École d'Architecture de Versailles a mené une étude sur les jardins.
Depuis 2004, le parc et les jardins de Flaugergues sont labellisés « Jardin remarquable ».

## Le vignoble
- Si vous ne connaissez pas le sujet, laissez ce bandeau (vous pouvez alors contacter les auteurs).
- Si vous supprimez le contenu mis en cause (vous pouvez préalablement contacter les auteurs),

argumentez précisément cette suppression dans la page de discussion
(un manque de référence n'est pas un argument ; une recherche réelle de référence doit avoir été effectuée, être formellement documentée).
La culture de la vigne est attestée localement depuis l'époque gallo-romaine. En 1725, la surface totale du domaine est de 32 hectares dont 8 plantés de vignes, le reste se partageant entre céréales, oliviers et arbres fruitiers variés. En 1876, le domaine compte 20 hectares de vignes mais le phylloxera va les décimer et la vente de vin va cesser pendant une dizaine d'années. En 1897, une nouvelle cave est édifiée par la famille de Saizieu. En 1926, la surface plantée en vignes est de 50 hectares. Le début du siècle est marqué par une surproduction et une chute des prix. En 1952, le domaine produit ses premiers 300 hectolitres de vin sous l'appellation "vin de qualité supérieure" et en 1962, 14 hectares sur les 24 hectares obtiennent l'AOC "Coteaux du Languedoc".
Lorsqu'il hérite de Flaugergues en 1973, Henri de Colbert se lance dans un ambition projet de restructuration du vignoble. Et si le vin est toujours vendu en vrac, le caveau créé en 1977 va permettre de mettre en place la vente en bouteille. A cette époque, la vigne est devenue la culture agricole unique du domaine. En 1985, sur le terroir de La Méjanelle, toutes les vignes du domaine accèdent à l'AOC "Coteaux du Languedoc". En 2015, la surface de production est de 25 hectares qui se partagent en deux zones viticoles, une sur la commune de Montpellier classée en AOP Languedoc (ex-AOC "Coteaux du Languedoc"), qui représente 16 hectares de production, et l'autre située sur la commune de Mauguio avec 3 hectares en AOP et 6 hectares en IGP Pays d'Oc (ex vin de pays d'oc). Les vignes de Flaugergues font aussi partie des Grés-de-montpellier. Le domaine porte une démarche d'agronomie durable marquée par la construction en 2016 d'une nouvelle cave éco-responsable édifiée près du château et qui se visite toute l'année.

## Classement
Les éléments de sculpture et d'architecture du parc sont inscrits au titre des monuments historiques depuis le 22 novembre 1949. Le château, avec ses terrasses, ses statues, les grilles en fer forgé, le jardin et ses bassins, les allées plantées, le parc et l’orangerie, les éléments de sculpture et d’architecture du parc, fait l’objet d’un classement au titre des monuments historiques depuis le 23 avril 1986. Le 19 décembre 2013, le domaine (à l'exception des parties classées) est inscrit au titre des monuments historiques.